# 6-Aminopenicillansäure
Bei der 6-Aminopenicillansäure (6-APA) handelt es sich um den Grundbaustein der Penicilline. Mithilfe von 6-APA und eines Präkursors (Kopplungsstück) können alle semisynthetischen Penicilline wie z. B. Ampicillin oder Amoxicillin hergestellt werden. 6-APA wurde 1958 von G. N. Rolinson beschrieben und als Patent angemeldet.

## Synthese
6-APA wird sowohl enzymatisch als auch chemisch durch Hydrolyse von Penicillin G hergestellt. Bei der enzymatischen Hydrolyse reagiert Penicillin G mit Wasser zu 6-APA und Phenylessigsäure. Die chemische Hydrolyse erfolgt bei niedrigen Temperaturen mit Trimethylchlorsilan, Phosphorpentachlorid und Dichlormethan. Die enzymatische Hydrolyse erfolgt mit der Penicillin-G-Acylase. Aufgrund der hochreaktiven, schwer zulagernden und toxischen Stoffe sowie benötigten Temperaturen von −50 °C wird die biotechnologische Herstellung mit der Penicillin-G-Acylase bevorzugt. Die Ausbeute beider Methoden liegt zwischen 80 und 90 %.